# Mare à Vieille Place
Mare à Vieille Place est un îlet des Hauts de La Réunion situé dans le cirque naturel de Salazie et sur le territoire de la commune du même nom. Situé autour de 850 mètres d'altitude par 21°01'40" de latitude sud et 55°30'40" de longitude est, il dispose d'une mairie annexe, d'une école et d'une église. Il est desservi par la route qui monte depuis le centre-ville de Salazie et grimpe ensuite jusqu'au Bélier en passant par Grand Îlet.